# SN 1006
SN 1006 var en supernova som observerades år 1006 i Vargens stjärnbild. Den var flera gånger starkare än Venus i maximum och synlig i dagsljus. Den är den ljusstarkaste supernova som dokumenterats av observatörer. Ljusstyrkan har uppskattats till visuell magnitud -7,5. Supernovan var i så fall 16 gånger så ljusstark som Venus i maximum.

## Observationer
Det var natten mellan 30 april och 1 maj 1006 som gäststjärnan uppträdde och beskrevs av observatörer i nuvarande Kina, Japan, Irak, Egypten och Europa. och möjligen också i stenristning i det förcolumbianska Nordamerika.
Den egyptiske astrologen och astronomen Ali ibn Ridwan menade, i en kommentar till Ptolemaios Tetrabiblos att objektet var ”en stor cirkulär kropp 2½ till 3 gånger så stor som Venus”. Han fortsatte skriva att objektet lyste upp natthimlen och att dess ljus var något ljusstarkare än månens när den var halvvägs genom första kvarteret, det vill säga hade en fjärdedel av sin yta belyst. Liksom andra observatörer noterade Ali ibn Ridwan att den nya stjärnan befann sig lågt över den södra horisonten.
Den nordligaste observationen som finns dokumenterad gjordes vid Sankt Gallens kloster i Schweiz, vid en latitud av 47,5° N. Den observerades vid klostret under tre månaders tid ”i den yttersta södern bortom de stjärnbilder som kan skådas på himlen. Denna beskrivning har tagits till intäkt för att supernovan var en Supernova typ Ia
Enligt några källor var stjärnan tillräckligt ljusstark för att kasta skugga och den observerades definitivt också i dagsljus under en mindre tidsperiod.
Enligt Song Shi, den officiella historieskrivningen för Songdynastin (avsnitt 56 och 461), var stjärnan belägen söder om den kinesiska stjärnbilden Di, öster om nuvarande stjärnbilden Vargen och en grad väster om Kentaurens stjärnbild. Den sken så klart enligt Song Shi att föremål på marken gick att se mitt i natten.
Av den kinesiske astrologen Zhou Keming observerades den i slutet av maj, som gul till färgen och starkt lysande; en gynnsam stjärna som skulle bringa välstånd till det rike där den lät sig synas. Den gula färgen har ifrågasatts eftersom astrologen kan ha valt en gynnsam färg av politiska skäl.
Det verkar ha förekommit flera olika faser i supernovans tidiga utveckling. Först en tremånaders period när den var som ljusstarkast, efter detta en period när den avklingade och sedan ett återhämtande, när den åter ljusnade för en period av arton månader.
Fyndet av en petroglyf av Hohokam-folket i regionparken White Tank Mountain i Arizona, ses som den allra äldsta dokumenterade observationen i Nordamerika av en supernova även om en del forskare förhåller sig skeptiska till fyndet.
Det finns också fynd från Yemen, som tyder på att supernovan observerats redan den 17 april, dvs. två veckor före det datum som tidigare setts som första observation.

## Supernovarester

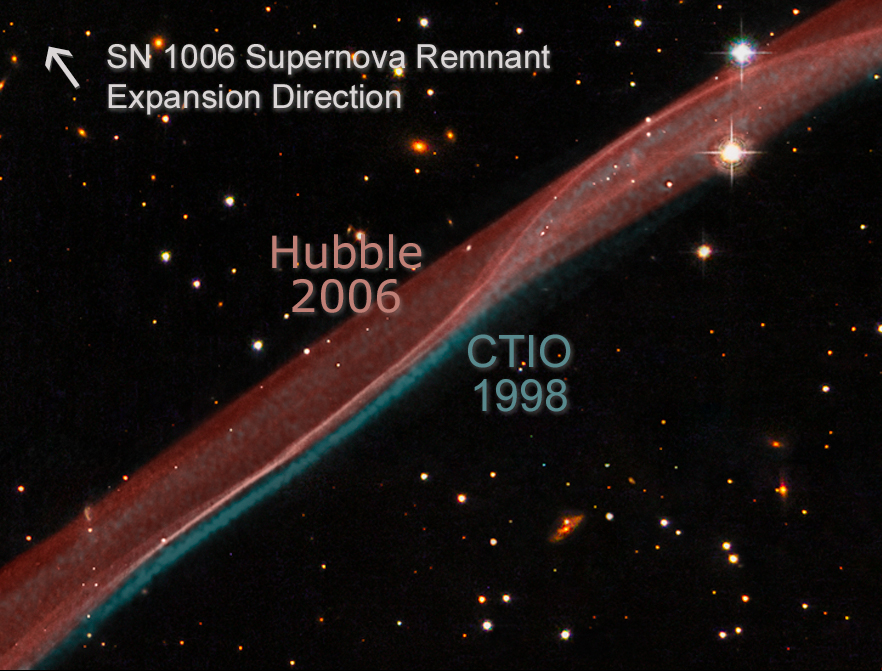
Expansionen av supernovaresterna från SN 1006 som de fotograferats med åtta års mellanrum.

En supernovarest från SN 1006s utbrott identifierades 1965. Det skedde medan astronomerna Doug Milne och Frank Gardner riktade Parkes-observatoriets radioteleskop mot den kända radiokällan PKS 1459-41. Denna befinner sig nära den blåvita jätten Beta Lupi och uppvisar ett cirkelformat skal av stjärngas på 30 bågsekunder. Röntgenstrålning och synligt ljus har också detekterats från detta skal och 2010 rapporterades även högenergetisk gammastrålning vid observationer med H.E.S.S.-teleskopet. Ingen neutronstjärna eller något svart hål har observerats, vilket vore väntat om detta är resterna av en supernova typ Ia. En studie 2012 för att upptäcka en eventuell kvarvarande stjärna från SN 1006s utbrott fann varken någon jätte eller underjätte, vilket tyder på att SN 1006 kan ha bestått av två vita dvärgar. Supernovaresten har beteckningen SNR G327.6+14.6 och beräknas ligga på ett avstånd av 2,2 kiloparsekund, vilket skulle betyda att skalets verkliga diameter är 20 parsekund.

## Effekter för jorden
Forskningen tyder på att supernovor av typ Ia kan ge Jorden rejält med gammastrålning i jämförelse med Solen på ett avstånd upp till 1 kiloparsekund. Den stora risken är att strålningen skadar det skyddande ozonlagret, vilket kan ge stora effekter på klimatet, men även skada djur och växter. Sådana effekter fick inte SN 1006s utbrott, men det märks däremot på förhöjda nitrathalter i islagren i Antarktis.